# Volmolen (Epen)
De Volmolen is een middenslag watermolen in de buurtschap Plaat ten zuiden van het dorpje Epen, gemeente Gulpen-Wittem, en is gelegen op een zijtak van de Geul die zich ongeveer 220 m. bovenstrooms uit de linkeroever afsplitst. Vlak bij de molen mondt de Terzieterbeek uit in de Geul. Verder stroomafwaarts ligt de Eper Molen.
Het gebouw is een rijksmonument.

## Historie
De geschiedenis van de Epener molen gaat terug tot de 17e eeuw. In 1680 was er al sprake van een oliemolen. In het begin van de achttiende eeuw werd zij als 'smalt- of loomolen' betiteld. Later zou zij gebruikt zijn als schorsmolen. Pas in de laatste decennia van de achttiende eeuw werd het een volmolen.
De molen maakte in die tijd onderdeel uit van de Vaalser lakenindustrie die toen in volle bloei was en die door de Duitse fabrikant Johann Arnold von Clermont was verplaatst van Aken naar Vaals. Door de ligging van de molen op de Geul was er een overvloed aan water beschikbaar om te kunnen vollen. In de omgeving van Vaals was veel minder water aanwezig hetgeen een beperking was voor deze industrie. In de napoleontische tijd werd door zijn regime de exportmogelijkheden echter aan banden gelegd, waardoor de lakenindustrie van de Clermonts over haar hoogtepunt heen geraakte en ten slotte zelfs ophield te bestaan.
In 1834 kwam de molen, die toen al voor langere tijd buiten werking was, in het bezit van de fabrikant Johann Wilhelm Kannengiesser uit het Duitse Düren. Hij vestigde in de molen een wolspinnerij, waarvoor hij de machines uit zijn spinnerij in Düren liet overbrengen. Na zijn dood in 1836 nam zijn weduwe, en later zijn zoon Wilhelm, de molen over en breidde deze nog uit met een lakenfabriek, een dekenfabriek en een kunstwolmolen. De molen werd toen aangedreven door een ijzeren middenslagrad met een middellijn van 3,71 m. en een breedte van 2,74 m.
In 1867 werd het bedrijf door een felle brand volledig verwoest, waarna de familie Kannengiesser besloot tot verkoop. De nieuwe eigenaar werd de firma Coumont en Paulus die de molen als spinnerij en vollerij in gebruik nam. In 1870 werd de molen opnieuw door een brand getroffen. Het verwoeste fabrieksgebouw met de belendende percelen werden te koop aangeboden. Nieuwe eigenaar werd Jan Lodewijk Hoeberechts, koopman in Maastricht die de volmolen liet ombouwen tot graanmolen waardoor er een einde kwam aan de Eper textielnijverheid.
De familie Hoeberechts verkocht de molen in 1921 aan Joseph Hubert Brauers die in 1928 en 1947 enige verbouwingen liet uitvoeren, waarbij het complex het huidige aanzien kreeg. Bij de verbouwing in 1928 werd het waterrad, dat een middellijn van 3,57 m. en een breedte van 1,65 m. had, vervangen door een Francisturbine, geleverd door de Machinefabriek en IJzergieterij P. Konings uit Swalmen en een maalwerk geleverd door de Ateliers de Construction L.Michel-Simonis uit Jupille bij Luik. De turbine werd in de molentak geplaatst en voorzien van een gemetselde ombouw met lessenaarsdak.
Na de Tweede Wereldoorlog werd het belang van de molen steeds geringer en werd deze uiteindelijk uit bedrijf genomen.

## Heringebruikname
In de 1970'er jaren werden door de toenmalige burgemeester van Wittem, J.J.M. Ficq en eigenaar J. Brauers plannen gemaakt voor een grootschalige restauratie. Deze plannen geraakten in een stroomversnelling toen in 1973 de molen andermaal door brand werd geteisterd. De oude turbine en het gang- en maalwerk konden door de brand echter niet hergebruikt worden. Vervangende onderdelen waren niet beschikbaar. De Maatschappij Onroerend Goed Oranje-Nassaumijnen te Heerlen schonk in het kader van het Monumentenjaar 1975 het complete gangwerk en de maalstoel van de Eikendermolen in Heerlen. Dit bracht echter met zich mee dat het noodzakelijk werd om een waterrad toe te passen. Dit werd een middenslagrad geleverd door de Machinefabriek Konings uit Swalmen en uitgevoerd met een middellijn van 5,50 m, een breedte van 1,75 m en voorzien van een krop.
In 1977 werd de molen weer feestelijk in gebruik genomen als graanmolen. In de molen werd een gedenksteen onthuld ter nagedachtenis aan de eigenaresse weduwe Brauers-Thywissen, die tijdens de restauratie stierf.
De molen is tegenwoordig in eigendom van de Vereniging tot Behoud van Natuurmonumenten, voor de exploitatie werd de Stichting De Volmolen Epen opgericht die met de Stichting Het Echte Bakkersgilde een contract afsloot voor de levering van tarwemeel aan Limburgse bakkers die bij deze stichting zijn aangesloten. In 2009 is een generator aangesloten op het waterrad van 8kW.
De molen was in 2011 ook het decor voor de tv-serie Raveleijn. Wegens aanpassingen aan de bovenstroomse waterloop en het aanbrengen van een vistrap was de watermolen in 2019 tijdelijk buiten gebruik.

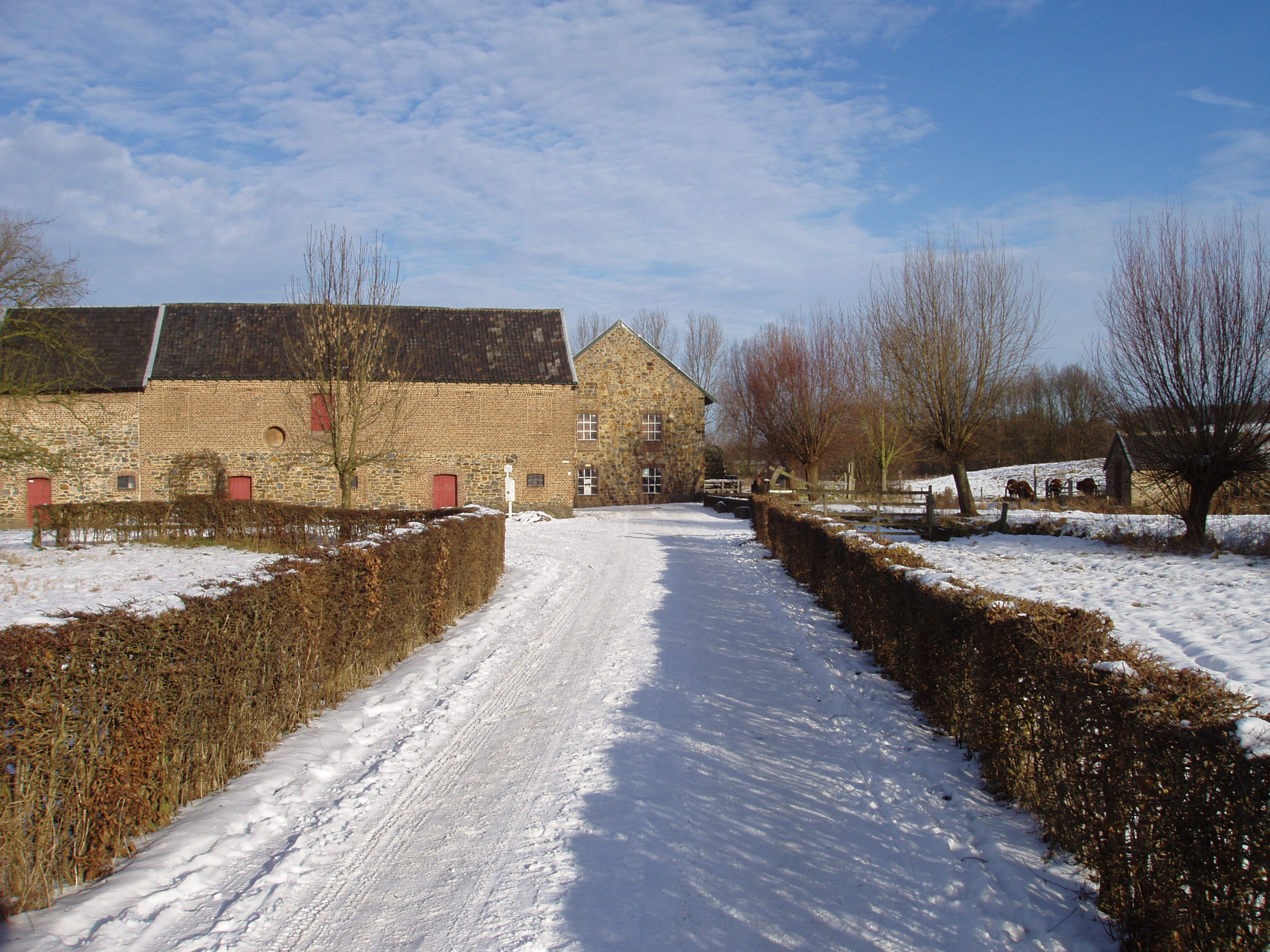
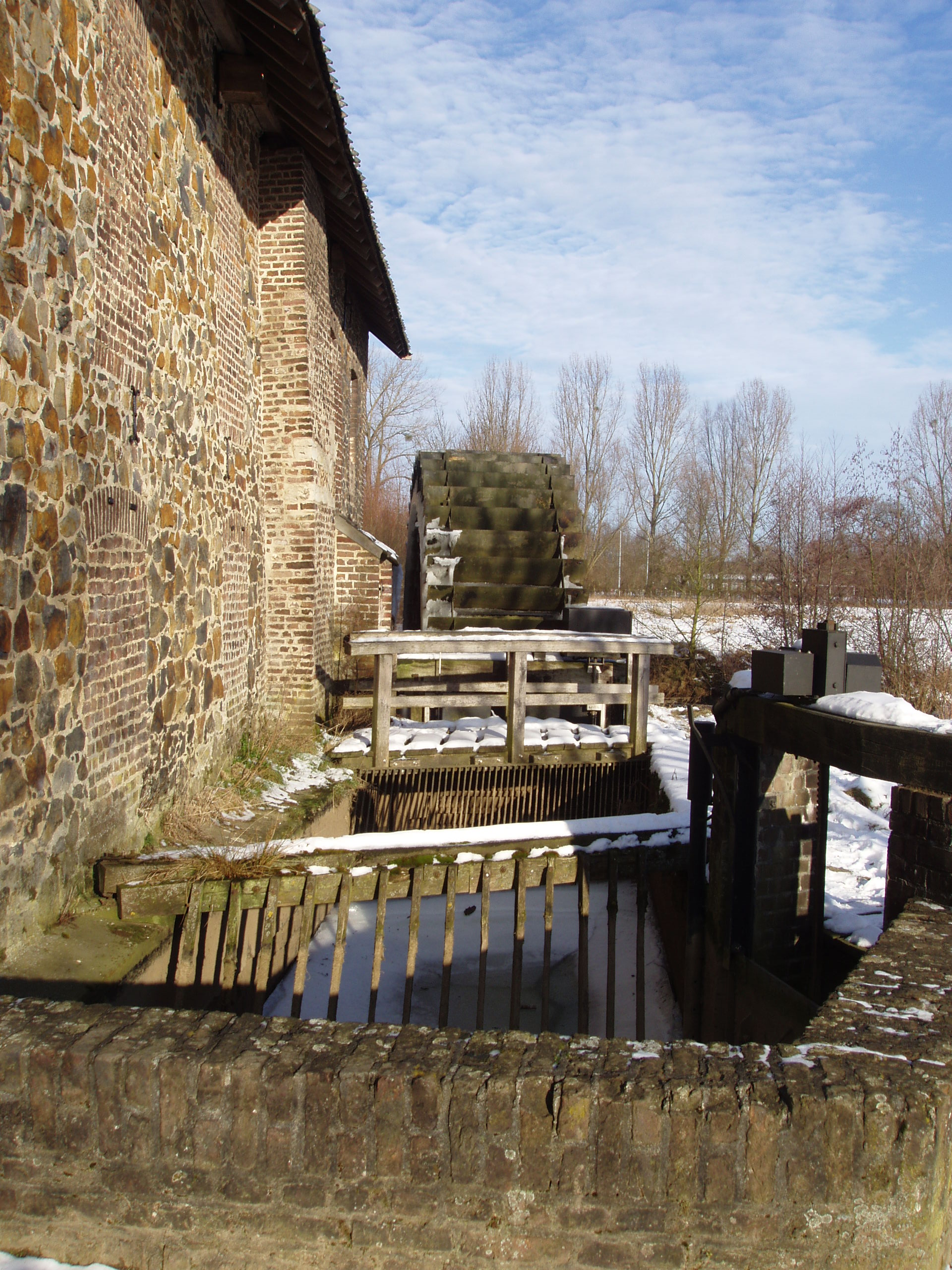
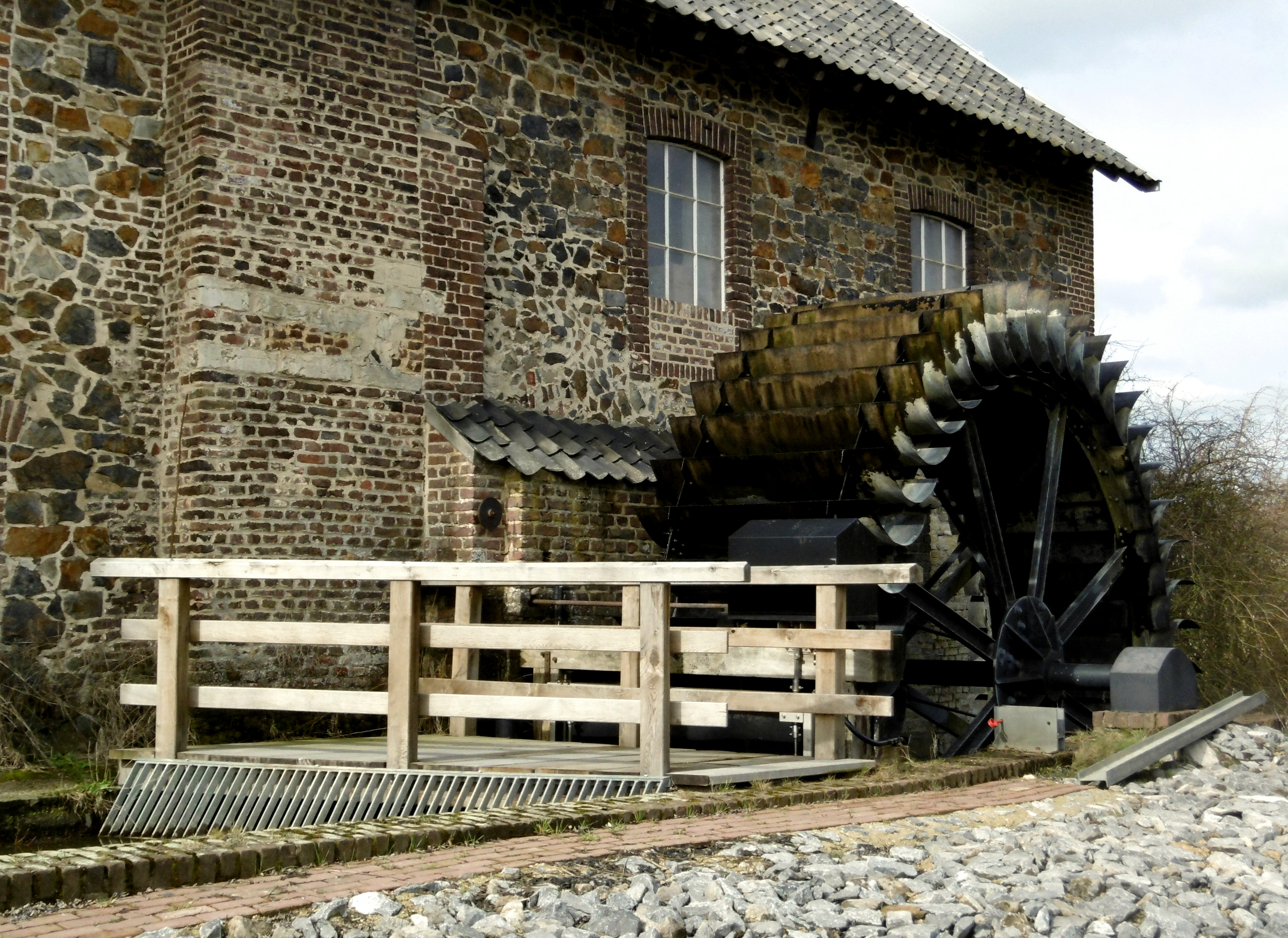
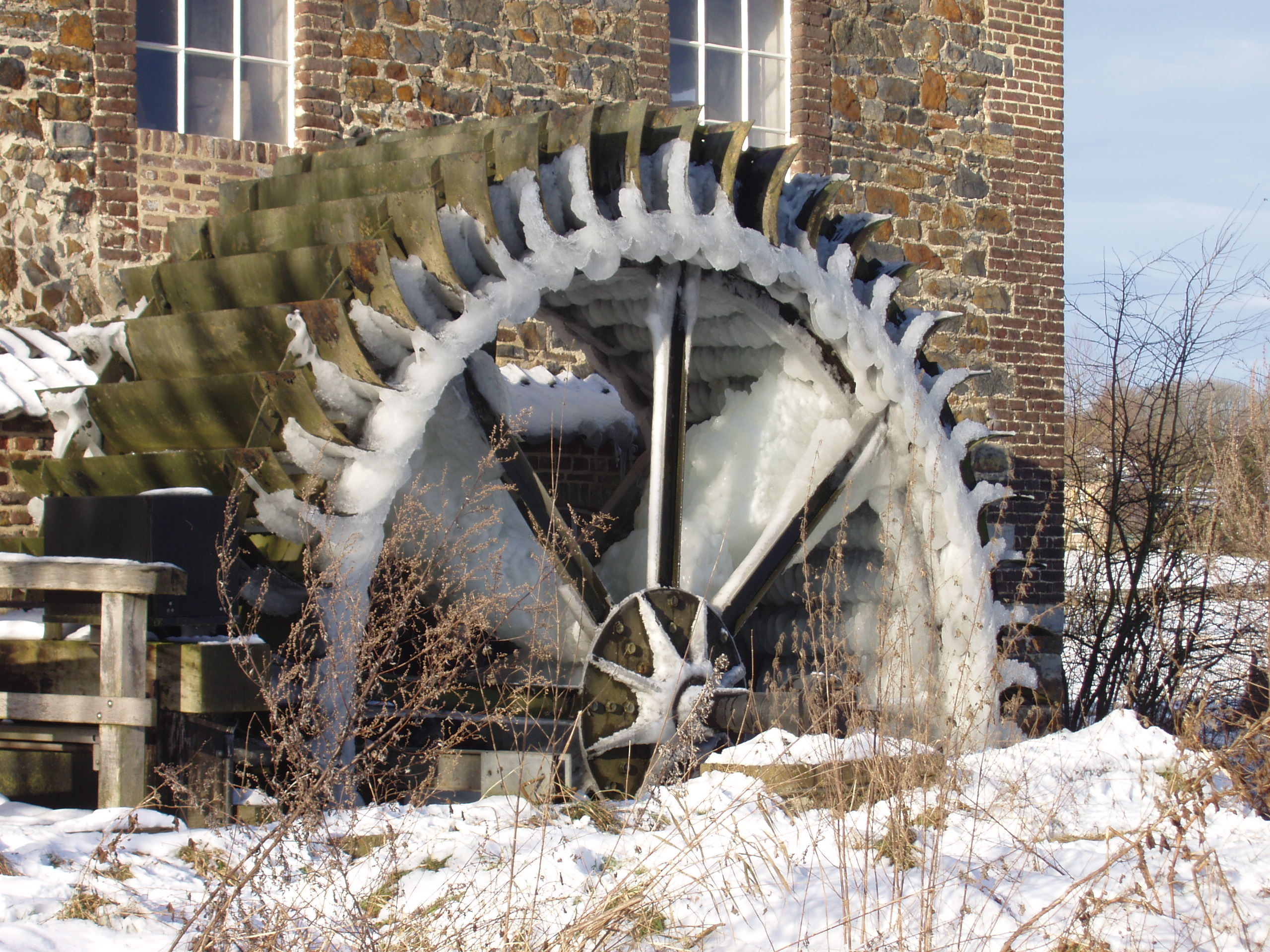
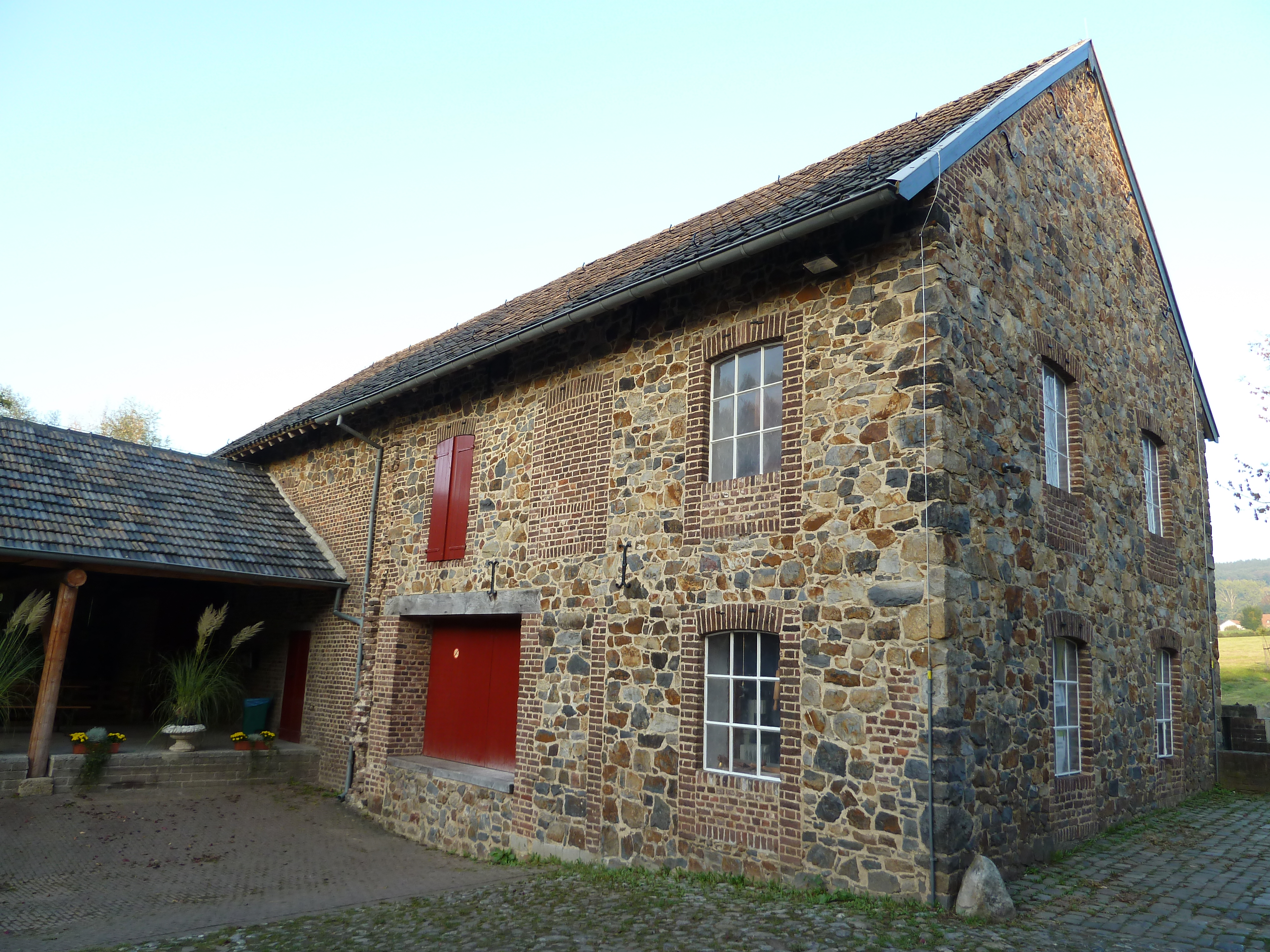
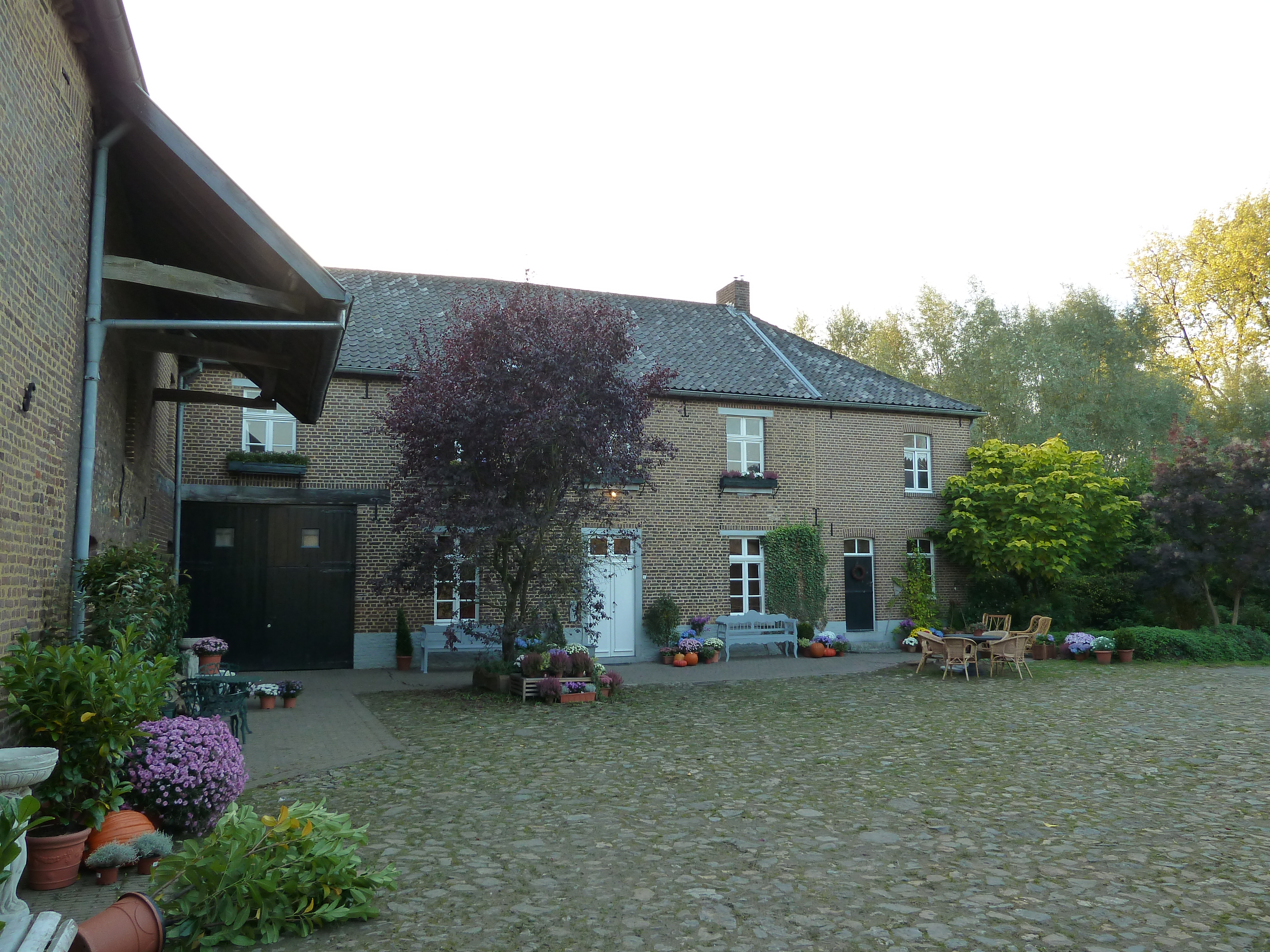
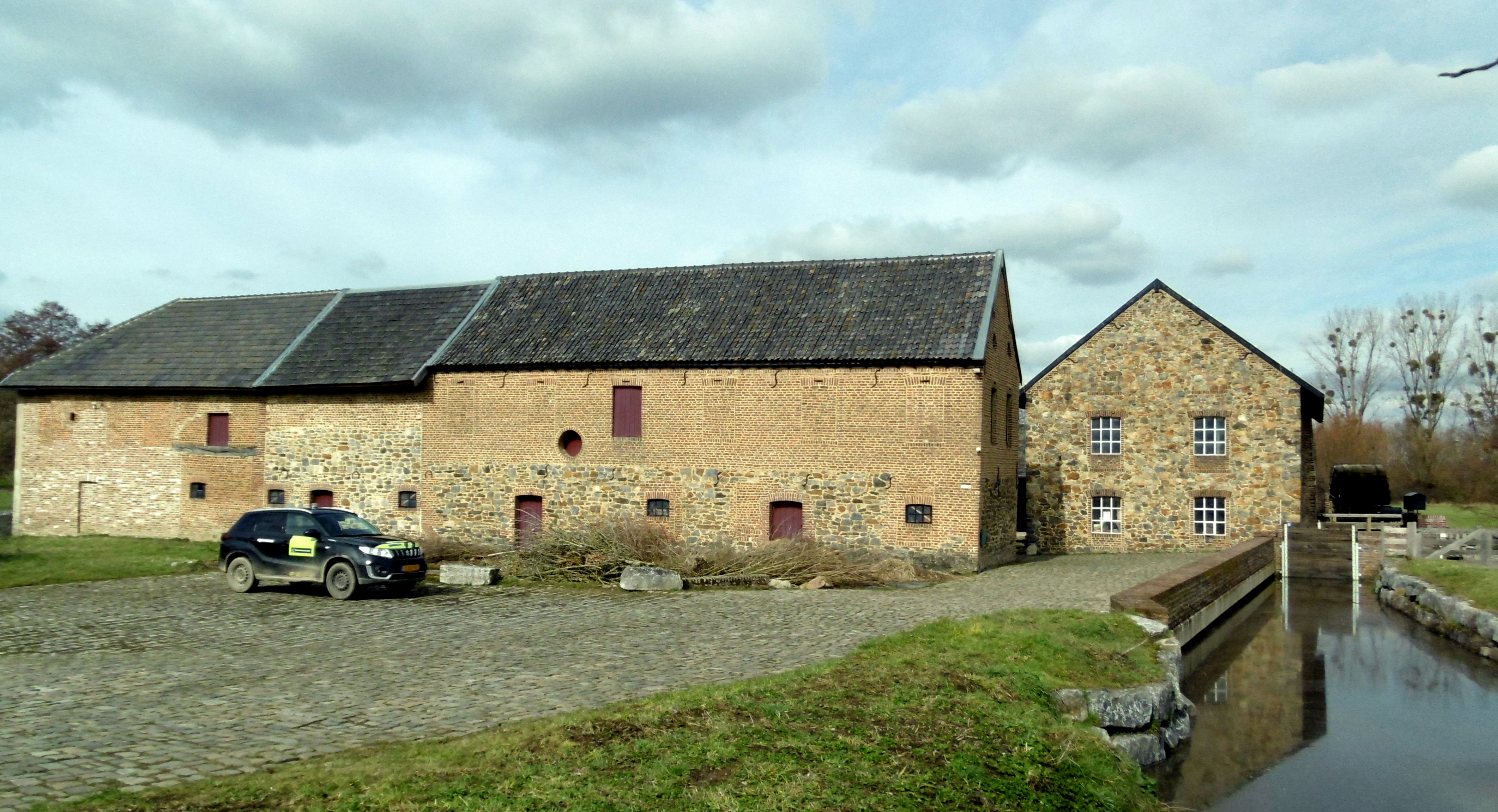
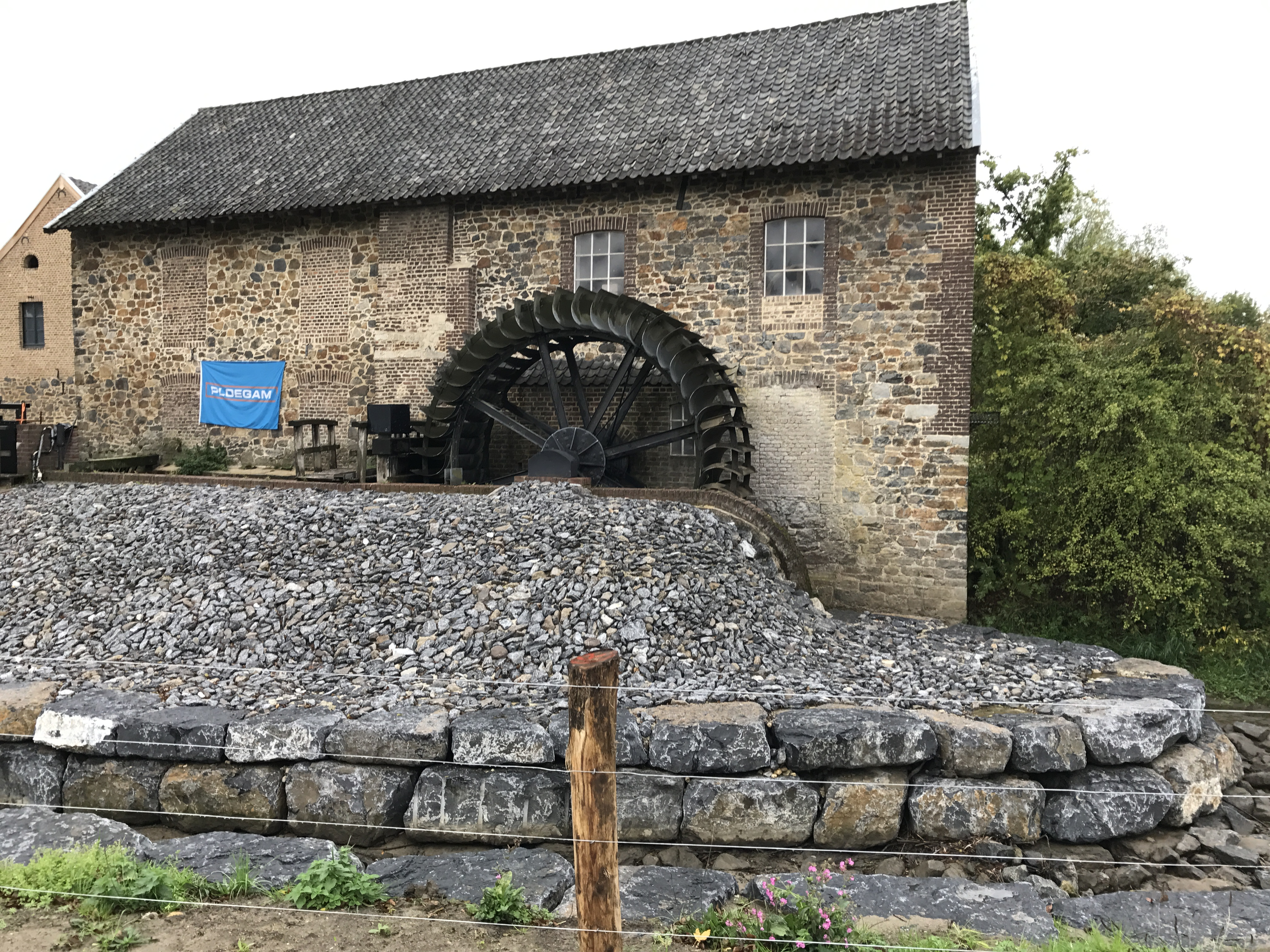